# Saskia Valencia

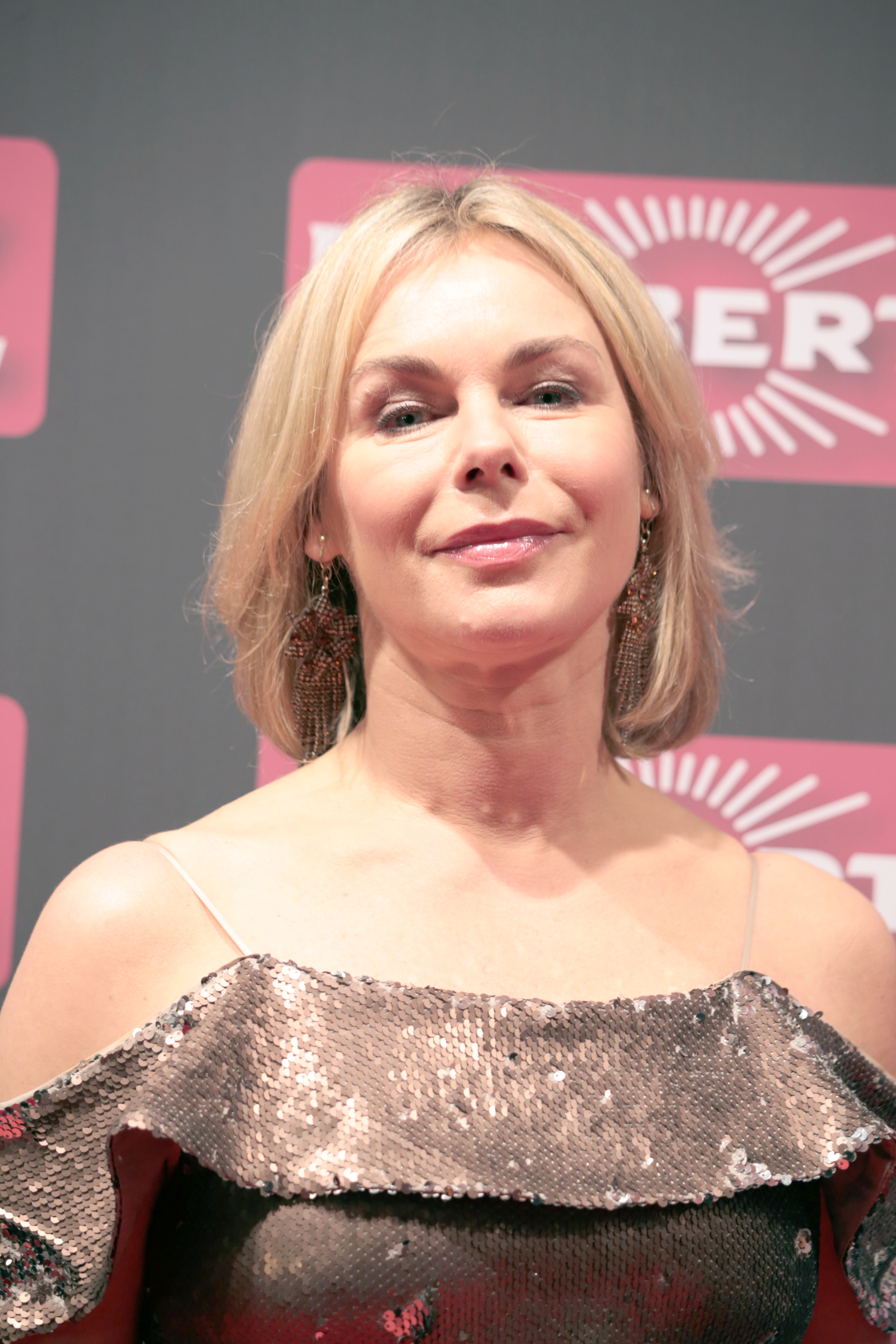
Saskia Valencia (2018)

Saskia Valencia, geborene Gehrke (* 21. Juli 1964 in Rostock) ist eine deutsche Schauspielerin und Fernsehmoderatorin.

## Leben und Karriere
Die Tochter einer Lehrerin und eines Arztes wuchs in den Rostocker Stadtteilen Lütten Klein, Evershagen und Gehlsdorf auf. Nach dem Abitur begann sie ihre Ausbildung beim Fernsehen der DDR mit einem Volontariat im Bereich Produktionsleitung. 1984/1985 studierte sie an der Hochschule für Film und Fernsehen in Potsdam. Sie heiratete 1987 den kolumbianischen Bauingenieur Nicolás Valencia, mit dem sie bis 1999 verheiratet war. Der Beziehung entstammen eine Tochter (* 1986) und ein Sohn (* 1992). Durch die Heirat mit einem Kolumbianer durfte sie bereits zu DDR-Zeiten nach Westdeutschland ausreisen und unterlag auch keinen Rückreisebeschränkungen, da sie offiziell in ein Entwicklungsland ausgewandert war.
Nach der Wende arbeitete die 1,74 m große Valencia zeitweise als Model und Aktmodell. Sie nahm ab 1992 Schauspiel-, Sprech- und Gesangsunterricht. Sie drehte Werbespots, so als Frau Antje für Käse aus den Niederlanden. Von 1993 bis 1996 spielte sie in Gute Zeiten, schlechte Zeiten die Rolle der Saskia Rother, wodurch sie in der Serie die erste Schauspielerin war, die ihren Vornamen mit in die Rolle nahm. Weitere Serienrollen folgten unter anderem in Küstenwache, Liebling Kreuzberg, Medicopter 117 – Jedes Leben zählt, Polizeiruf 110, Klinik unter Palmen, Kommissar Rex und Tierarzt Dr. Engel. Daneben arbeitete sie als Moderatorin und führte durch das Erotik-Magazin Peep! bei RTL II, im ZDF durch das Magazin Reiselust, moderierte wiederum bei RTL 2 Achtung! RTL2-Kamera sowie 1998 eine Samstagabendshow zur 1500. Folge von Gute Zeiten, schlechte Zeiten. Von 2003 bis 2008 war sie regelmäßig als Maren Waldner in Unser Charly zu sehen. 2005 spielte sie neben Götz Otto und Gojko Mitić bei den Karl-May-Festspielen in Bad Segeberg. Von 2011 bis 2012 war sie in der ARD-Telenovela Rote Rosen in der weiblichen Hauptrolle der siebten Staffel als Katja Meissner zu sehen. Im Juni 2012 stand sie zusammen mit Helmut Zierl in Hamburg in dem Theaterstück Gut gegen Nordwind auf der Theaterbühne. 2016 hatte sie für mehrere Folgen als Nina Kowald einen Gastauftritt bei Sturm der Liebe. Sie wirkte als Schauspielerin vor der Kamera in bisher über 50 Film-und-Fernsehproduktionen mit. Als Bühnendarstellerin wirkte sie in zahlreichen Theaterstücken mit, so unter anderem auch am Theater am Kurfürstendamm oder an der Komödie im Bayerischen Hof. Valencia ist auch gelegentlich als Synchronsprecherin aktiv.
Valencia lebte zehn Jahre mit dem Schauspielkollegen Helmut Zierl zusammen, von dem sie sich Ende 2011 trennte. Anschließend war sie dann bis 2016 mit dem Schauspielkollegen Thorsten Nindel liiert, den sie 2011 bei den Dreharbeiten zur ARD-Telenovela Rote Rosen in Lüneburg kennengelernt hatte.
Saskia Valencia lebt in Berlin. Neben ihrer Muttersprache Deutsch spricht sie auch Englisch, Französisch, Russisch und Spanisch.

## Filmografie (Auswahl)
- 1993–1996: Gute Zeiten, schlechte Zeiten (Fernsehserie)
- 1993: Dirk Bach Show
- 1997: Ein starkes Team (Fernsehserie, 1 Folge)
- 1997–2009: Küstenwache
- 1998: Liebling Kreuzberg (Fernsehserie, 1 Folge)
- 1998: Die Wache (Fernsehserie, 1 Folge)
- 1999: Polizeiruf 110: Über den Dächern von Schwerin
- 1999: Medicopter 117 – Jedes Leben zählt (Fernsehserie, 3 Folgen)
- 1999: Die Sternbergs – Ärzte, Brüder, Leidenschaften
- 2000: HeliCops – Einsatz über Berlin (Fernsehserie)
- 2000: Tierarzt Dr. Engel (Fernsehserie)
- 2001: Klinik unter Palmen (Fernsehserie, 3 Folgen)
- 2002: Rosamunde Pilcher – Kinder des Glücks
- 2002: Ein Sack voll Geld
- 2002: Unser Papa, das Genie
- 2002: Spiel des Schicksals
- 2003: Kommissar Rex (Fernsehserie, 1 Folge)
- 2003–2008: Unser Charly (Fernsehserie)
- 2004: Das Traumhotel – Sterne über Thailand
- 2004: Das Traumschiff –  Samoa
- 2005: Mama und der Millionär
- 2006: Hilfe, meine Tochter heiratet
- 2007: Manatu – Nur die Wahrheit rettet Dich
- 2008: Inga Lindström – Sommer der Entscheidung
- 2009: Kopf oder Zahl
- 2010: Das Traumhotel – Sri Lanka
- 2010: Der Bergdoktor – Schicksalstag
- 2010: Die Alpenklinik – Liebe heilt Wunden
- 2010: In aller Freundschaft (Fernsehserie, 1 Folge)
- 2010: Die Alpenklinik – Notfall für Dr. Guth
- 2011–2012: Rote Rosen (Staffelhauptrolle, 200 Folgen)
- 2013: Stille Momente (Kurzfilm)
- 2016: Sturm der Liebe (Fernsehserie, 20 Folgen)
- 2016: Rosamunde Pilcher –  Wie von einem anderen Stern (als Ellen)
- 2019: Kreuzfahrt ins Glück – Hochzeitsreise auf die Kykladen
- 2021: Die Rosenheim-Cops (Fernsehserie, S21/E05)
- 2022: Aktenzeichen XY ... ungelöst
- 2023: Inga Lindström – Die Süße des Lebens
- 2025: Watzmann ermittelt – Schnee von gestern (Fernsehserie)

## Theater (Auswahl)
- 2005: Winnetou und das Geheimnis der Felsenburg, Karl May Festspiele Bad Segeberg
- 2010–2015:  Blütenträume, Theatertournee, Konzertdirektion Landgraf (Tournee)
- 2012: Gut gegen Nordwind, Komödie Winterhuder Fährhaus Hamburg
- 2013–2015: Die Wahrheit, Fritz Rémond Theater Frankfurt/Main, Komödie im Bayerischen Hof
- 2013–2015: Kleine Eheverbrechen, Salon-Theater Taunusstein
- 2014–2015: Vier nach Vierzig, Komödie Winterhuder Fährhaus Hamburg (& Tournee)
- 2014–2015: Ich bin wie ihr, ich liebe Äpfel, Konzertdirektion Landgraf (Tournee)
- 2018–2019: Eine Stunde Ruhe
- 2020: Das Abschiedsdinner, Komödie Winterhuder Fährhaus Hamburg (Tournee)